# Hitman: Contracts
Hitman: Contracts är det tredje spelet i IO Interactives datorspelserie Hitman. Det släpptes år 2004 till Windows, Playstation 2, Xbox och Mac OS. Spelet porträtterar händelser som sker i alla delar av serien.

## Tema
Hitman: Contracts handlar om huvudpersonen och tillika yrkesmördaren Agent 47 och hans upplevelser av en rad tillbakablickar vilka är ett resultat av både hans skador och de droger han tar för att lindra smärtorna. Då han söker skydd i sitt hotellrum tappar han då och då medvetandet och får då tillbaka minnen av tidigare kontrakt han blivit hyrd för. Varje uppdrag är tänkt att följas av att 47 utför någonting i sitt rum, eller av något element i hans omgivning. Om spelaren till exempel tar bort en medicinspruta från 47:s lår förorsakar det att en återblick framkallas i vilken 47 avlägsnar en injektionsspruta från en mans nacke.

## Handling
47 såras allvarligt av en av sina egna måltavlor som verkar ha väntat på honom. 47 håller på att förblöda, tar skydd i ett hotellrum någonstans i Paris, Frankrike, och tappar medvetandet av och till. Under tiden samlas en tungt beväpnad armé av nationella polisstyrkor kring hotellet. Handlingen koncentrerar sig på 47:s återblickar av tidigare uppdrag. Många av uppdragen är vanföreställningar av tidigare uppdrag som förekom i Hitman Codename 47. De flesta av det första Hitmanspelets större uppdrag har gjorts om och inkluderas i Contracts. Colombiabanorna och de två sista banorna (den hektiska eldstriden i mentalsjukhuset där 47 "skapades") är undantagen. De var planerade men slopades. Prologen tar vid där det första spelet slutade fastän de tre senare är alla självständiga uppdrag. Spelets platser är följande: Rumänien, Sibirien, Storbritannien, Rotterdam, Budapest, Hongkong och slutligen Paris.
Då 47 ligger medvetslös upptäcker en äldre läkare hans sargade kropp och utför en ociviliserad operation för att ta bort den kula 47 har i magen. När läkaren hör sirener får han panik och springer därifrån. 47 vaknar i slutet av spelet upp i hotellrummet med en uppdragsrapport som har passerat sitt bäst-före-datum (majoriteten av banorna börjar med en skärm vilken listar mål, men denna listar två av 47:s måltavlor som redan döda). Det avslöjas att 47 lejdes för att mörda en amerikansk ambassadör, och en berömd operatenor. 47 lyckades döda båda men måste nu döda poliskommissarien som har sänt talrika polisstyrkor efter honom. I uppföljaren Hitman: Blood Money återbesöker 47 det olycksaliga uppdraget i "Curtains Down" även om det är något revisionistiskt skildrat.
47 vaknar i tid för att höra ett gäng polisstyrkor storma hotellet. Han klarar sig undan myndigheter och tar sig åter till Paris gator för att finna sitt sista offer: poliskommissarien. Han avslutar sitt uppdrag och flyr landet. Hans telefonist Diana kontaktar honom på planet. Hennes dialog antyder att 47:s måltavla visste vad som skulle ske.

## Musik
Musiken till Hitman: Contracts släpptes 2004 och komponerades av Jesper Kyd.

### Låtar
1. White Room & Main Title (5:31)
2. SWAT Team (3:58)
3. Hong Kong Underground (4:43)
4. Slaughter Club (8:51)
5. Streets of Hong Kong (6:40)
6. Double Ballers (2:36)
7. Winter Night (3:34)
8. Weapon Select Beats (1:40)
9. 47 Detected (3:10)
10. Invader (3:42)
11. Slaughterhouse (6:14)
12. Sanitarium (4:30)
13. Budapest Bath Hotel (5:23)

## Recensioner
| Mottagande      | Mottagande                             |
| Samlingsbetyg   | Samlingsbetyg                          |
| Tjänst          | Betyg                                  |
| --------------- | -------------------------------------- |
| Gamerankings    | (PS2) 79.92% (Xbox) 77.57% (PC) 75.14% |
| Metacritic      | (PS2) 80/100 (Xbox) 78/100 (PC) 74/100 |
| Recensionsbetyg |                                        |
| Publikation     | Betyg                                  |
| Eurogamer       | 7/10 (PS2)                             |
| Gamespot        | 7.6/10 (PC)                            |
| Gamespy         | (PS2)                                  |
| Gamezone        | 8/10 (Xbox)                            |
| IGN             | 8.4/10 (PC)                            |
| TeamXbox        | 8.1/10 (Xbox)                          |

Hitman: Contracts fick en hel del positiva betyg. Betygshemsidorna GameRankings och Metacritic gav genomsnittsbetygen 79,92 % och 80/100 till PS2-versionen, 77,57 % och 78/100 till Xbox-versionen och 75.14% och 74/100 till PC-versionen.